# Las Mercedes (arkeologisk lokal)
Las Mercedes (L-289-LM) är en arkeologisk plats belägen på den karibiska sluttningen av Costa Rica mellan foten av vulkanen Turrialba och de slätter med alluvialbildningar som ligger nedanför. Platsen består av flera olika typer av anläggningar och fornlämningar inklusive plattformar, plazor, murar efter terrasserade ytor, gravfält, ramper och stenlagda vägar. Den svenske etnografen och arkeologen Carl Vilhelm Hartman utförde utgrävningar på platsen 1896-1899.

## Lokalisering
Las Mercedes ligger 90 m över havet i Mercedesdistriktet i kommunen (kanton) Guácimo, Limonprovinsen, Costa Rica mellan floderna Dos Novillos och Río Iroquois (biflod till Parismina), som är bifloder till Reventazónfloden. Sedan EARTH-universitetet bildades på 1980-talet ligger platsen inom universitets område.

## Beskrivning
Las Mercedes omfattar en yta av 25 hektar vilka har delats in i tre stora komplex: Las Mercedes-1, Las Mercedes-2 och Las Mercedes-3. Det är endast Las Mercedes-1 som hittills har undersökts i någon större utsträckning. De senaste utgrävningarna på Las Mercedes-1 (L-289 LM-1) har visat att den breder ut sig över en yta av 5 hektar och består av 7 plattformar, 2 plazor, 6 terrasser i form av rester av murar, 7 murar, 4 gravfält och 1 ramp. Det är också vid Las Mercedes-1 som de 2 stensatta vägarna möts.

## Kronologi
Undersökningar i Las Mercedes-1 har visat att platsen var i bruk från ca 1500 f.Kr. till ca år 1500 och den monumentala arkitekturen började byggas runt år 1000. Vi vet att de tidigare invånarna i Las Mercedes fortfarande bodde där vid tiden för den första spanska ankomsten, eftersom ett antal glaspärlor av historiskt europeiskt ursprung har hittats under utgrävningarna. Detta indikerar att handel kan ha inträffat mellan Las Mercedes-invånarna och de spanska nykomlingarna.

### Plattformar
Sammantaget har Las Mercedes minst 15 plattformar. Tre av dessa plattformar ligger runt en huvud-/centralplattform (känd som Hartmanplattformen) och förenas av vägbankar inom platsen. Hartmanplatformen (R1) är 6 meter lång och har en diameter på 30 meter. Den grävdes först ut av C. V. Hartman 1896 som tog ett stort fyndamaterial till Stockholm inklusive två 1,85 meter höga manliga "krigare" i sten. Idag finns dessa skulpturer på Etnografiska museet.
Tre av de 15 plattformarna har undersökts. Plattformen R12 är cirkulär, 1 meter lång och har en diameter på 28 meter. Dessutom är den här plattformen åtföljd av en 7 meter bred, 30 meter lång ramp eller grusväg (R11), vilken ansluter till en stenterrass (R10). Den näst mest undersökta plattformen (R9) är egentligen två sammansatta plattformar som har en 8-formig form. Den cirkulära delen har en diameter på 25 meter och den avlånga delen mäter 22x20 meter. Den tredje av dessa plattformar (R14) har en oregelbunden form, "som en jordnöt" enligt arkeologen Ricardo Vásquez.
Alla dessa plattformar, cirkulära eller ej, anses ha täckts med koniskt formade hyddor gjorda av organiska material som sedan platsen övergetts har raserats och därefter sönderfallit utan spår.

### Vägbankar
Det finns två väldokumenterade stenbelagda vägar vilka är kända som Irokesvägen (Iroquois Causeway) och Pocoravägen (The Pocora Causeway) efter de nuvarande städerna som de leder till från Las Mercedes-1. Med bredder som sträcker sig mellan 5 och 8 meter går de i en nordväst-sydöstlig riktning som löper vinkelrätt mot avloppssystemet. Fram till nu har framför allt Pocoravägen undersökts medan den raka stenbelagda Irokesvägen inte varit möjlig att undersöka på samma sätt då stora delar av denna förstörts under åren. Ca 660 m av Irokesvgen är möjlig att följa vid kanten av EARTH-universitets reservat. Men arkeologerna anser att den gått hela vägen fram till Iroquois och att den därmed är snarlik Pocoravägen.
Pocoravägen utgår från Las Mercedes-1 och sträcker sig sedan mot sydöst. Den fortsätter i mer än 300 meter och går parallellt med en sekundär väg som går längs Dos Novillosfloden och som byggts för att ge skydd mot flodens översvämningar. Pocoravägen når fram till ett mindre vattendrag som heter Santa Emilia. Strax innan vägen når fram hit flankeras den av ett lämningskomplex bestående av två låga murade väggar med cirkulära halvor på sydöstra sidan (R31 och R32), som liknar huvudkomplexet. En uppsättning trappor (R33) mellan de cirkulära strukturerna går ned till vattnet.
Det kan ha funnits en upphängningsbro över Santa Emilia som förbinder de två vägarna och de två arkitektoniska komplexen. Sådana upphängningsbroar kan också ha funnits över floderna Dos Novillos och Iroquois. Forskarna tror att detta vägsystem också måste innehållit ett dräneringssystem av sten för att minska effekten av vattenflödet över vägytorna, men inget sådant har ännu identifierats. I området nära strömmen Santa Emilia har även en nedsänkt gångväg med en bredd på 3 meter identifierats. Denna gångväg sträcker sig i samma riktning som Pocoravägen, och är möjlig att följa 150 m. Den verkar dock försvinna cirka 400 meter innan den skulle nå Destierrofloden.
Både Irokes- och Pocoravägen erbjöd formaliserad, kontrollerad och ceremoniell tillgång till den centrala delen av Las Mercedes-1 komplexet. Vägarna går i motsatta riktningar från mitten av platsen längs en rutt vinkelrätt mot vattensystemet. Las Mercedes-1s geografiska sammanhang, som ligger mellan strömmar och floder på alla sidor, har tagit upp frågan om i vilken utsträckning dessa under perioder har kunnat utnyttjas som en del av Las Mercedes försvar.
Vägbankarna utgör inte någon direkt förbindelse med någon annan arkeologisk plats, men har en utpekad riktning mot Williamsburg (L-58Wb) 3,5 km sydost om Las Mercedes-1. Medan korsbanan slutar 1,5 km innan du når Williamsburg, har en gångväg arkeologiskt identifierats som kan förlänga resten av vägen som förbinder dessa platser. Helt klart är att vägarna och anläggningarna är ett resultat av stora investeringar med tanke på allt bygg- och fyllnadsmaterial som måste ha transporterats till konstruktionerna.

### Gravfält
De första gravfälten undersöktes av C. V. Hartman 1896 och därefter av Alanson Skinner under vintern 1916-1917. Hartman grävde totalt 17 gravar i fyra olika cirkulära begravningsplattformar och Skinner grävde ut ytterligare 4 olika gravfält. Båda dessa utgrävningstillfällen resulterade i rektangulära, lådformade gravar i sten, varav de flesta hade stensmurar med både ett platt golv och tak av kalksten. Hartman hittade bara resterna av mänskliga ben i en av gravarna. De flesta gravarna som han undersökte innehöll kärl av keramik och andra begravningsvaror. Keramiken hade spår efter slitage vilket indikerar att de en gång användes som köksredskap eller något annat användningsområde. Annat gravmaterial som Hartman registrerade var två stenyxor (celts) och en europeisk tillverkad pärla av blått glas. Den senare indikerar att gravbyggarna levde under 1500-talet. Skinners utgrävningar visade också förekomsten av keramiska kärl i gravarna tillsammans med andra gravgåvor som rökelsebrännare, stenskivor, flintstensknivar, örontrissor av jadeliknande material (greenstone), jadesmycken, en kopparklocka, snidade stenstatyer och bord, stenyxor (celts) och även några guldföremål.

## Betydelse för forskningen
Nya utgrävningar på Las Mercedes hjälper arkeologerna att förstå den roll som den en gång tjänstgjorde för de inhemska folken i Costa Rica före 1502 när Christopher Columbus anlände till Costa Rica. Arkeologer tror nu att Las Mercedes var ett politiskt centrum, som Guayabo de Turrialba. Webbplatsen är associerad med Hüetar, ett Chibchan-talande folk. Efter att ha analyserat de artefakter som upptäckts under fältet 2009 är skolar arkeologer relativt säkra på att Las Mercedes tjänade som ett starkt politiskt centrum för regionen - förmodligen centrum för en domare. Utgrävningarna 2009 gav också bevis som strider mot påståendet att alla plattformar i Costa Rica är cirkulära, eftersom både en figurformad plattform och en jordnötsformad plattform utgrävdes.

## Utgrävningar i Las Mercedes
År 1871 delades Las Mercedes genom byggandet av järnvägen som förbinder landets huvudstad med Puerto Limón på den karibiska kusten. Idag ligger en del av fornlämningsområdet skyddat inom området för EARTH University.

### Järnvägsbygget 1871
Lämningarna vid Las Mercedes var kända hos lokalbefolkningen men blev kända utanför Costa Rica först 1871 under byggandet av järnvägen till karibiska havet, eftersom platsen låg mitt i vägen för järnvägens utsträckning. Minor C. Keith, amerikanen som hade uppdraget att bygga järnvägen och som även var grundare av United Fruit Company, kom över ett föremål i guld som sades vara från Las Mercedes. Denna upptäckt inspirerade Keith att inte bara utföra icke-vetenskapliga utgrävningar på Las Mercedes, men också att samla arkeologiska föremål från hela Costa Rica. Så småningom hade Keith på olika sätt lyckats samla ihop över 16 000 föremål, varav några auktionerades bort efter hans död. De flesta av dessa föremål, varav några är från Las Mercedes, återfinns idag i Brooklyn Museum och American Museum of Natural History i New York och Smithsonian Institution i Washington, D.C. Redan under sin livstid försåg Keith museerna med föremål. Till exempel lät han leverera flera stora stenskulpturer till Washington.

### C. V. Hartmans utgrävningar 1896
De första arkeologiska utgrävningarna gjordes av C. V. Hartman, en svensk botaniker och antropolog 1896. Hartmans beskrivningar av hans olika utgrävningar inkluderar en tidig skildring av arkitekturen kring huvudplattformen, beskrivningar av de stenfigurer han upptäckte, beskrivningar av de 17 gravkammare/konstruktioner som fanns i de fyra olika plattformarna för gravar, en beskrivning av en depå av keramik i en rektangulär nedsänkt kammare, detaljer om ett område av koncentrerad bearbetad sten som kan ha varit en stenhuggares arbetsplats, en beskrivning av en lergrop och detaljerade listor över föremål som fanns i varje grav eller annat utgrävningsområde.

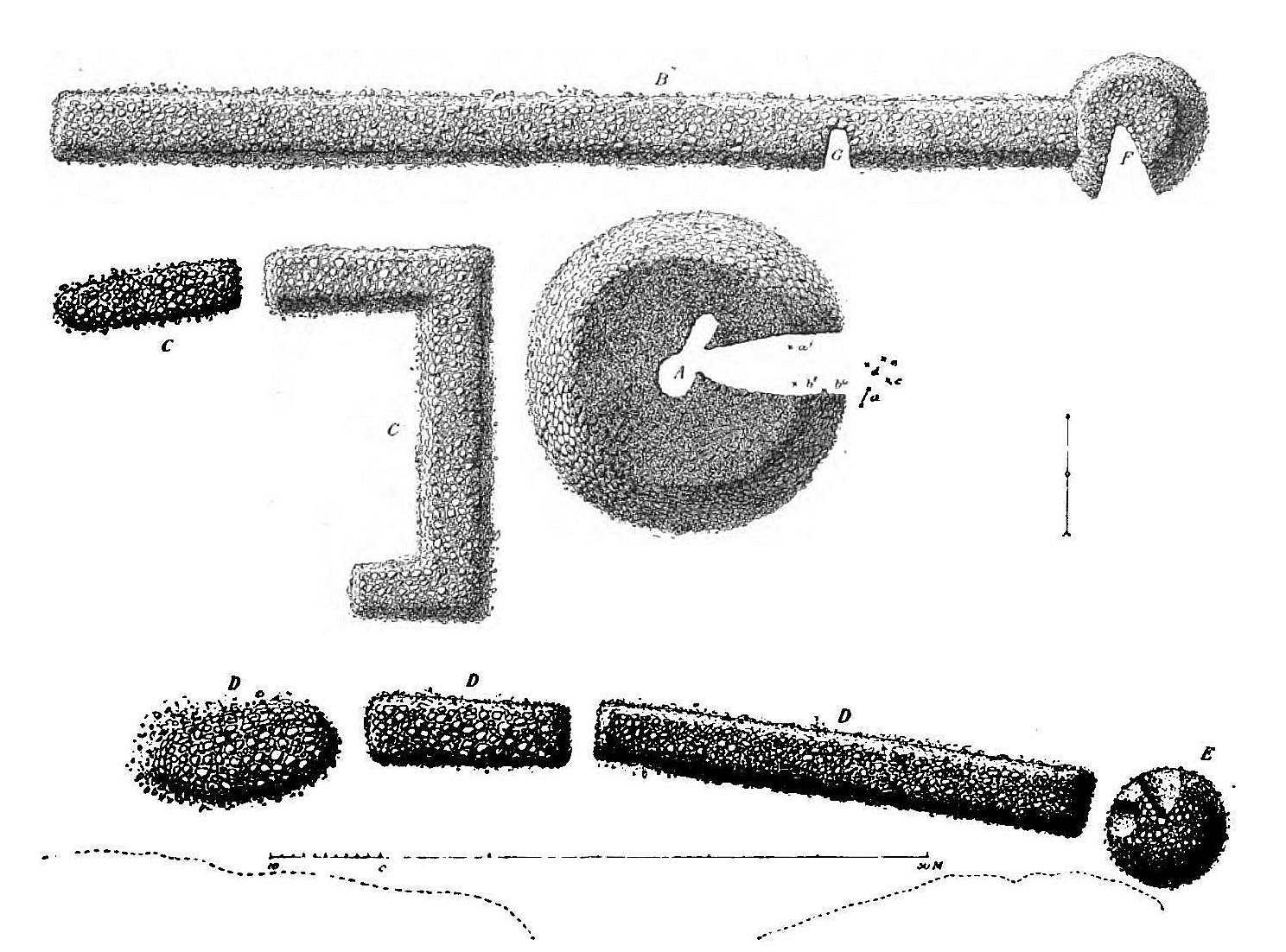
Planritning över tempelhögen vid Las Mercedes, 1896.
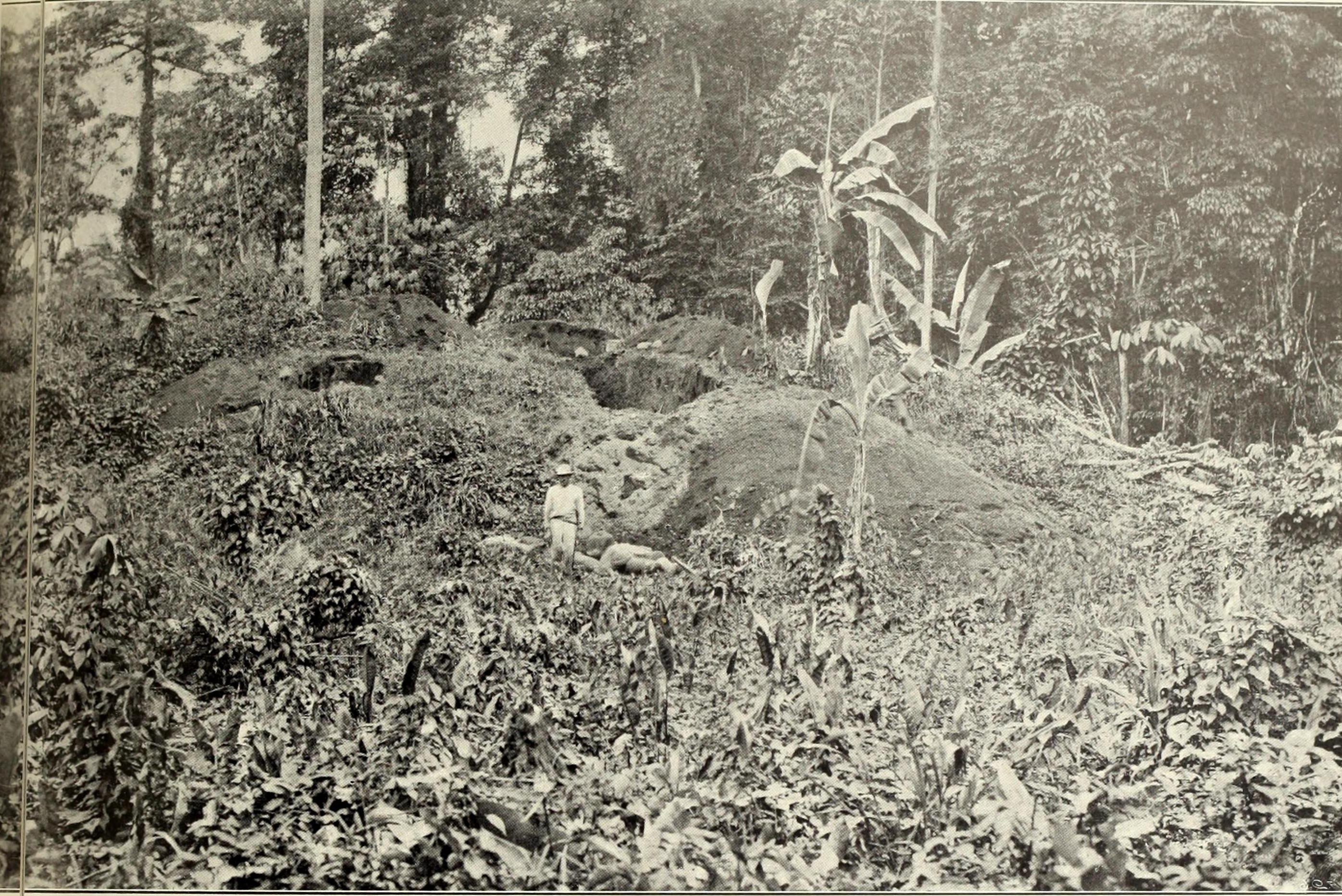
Tempelhögen vid Las Mercedes under utgrävning 1896.
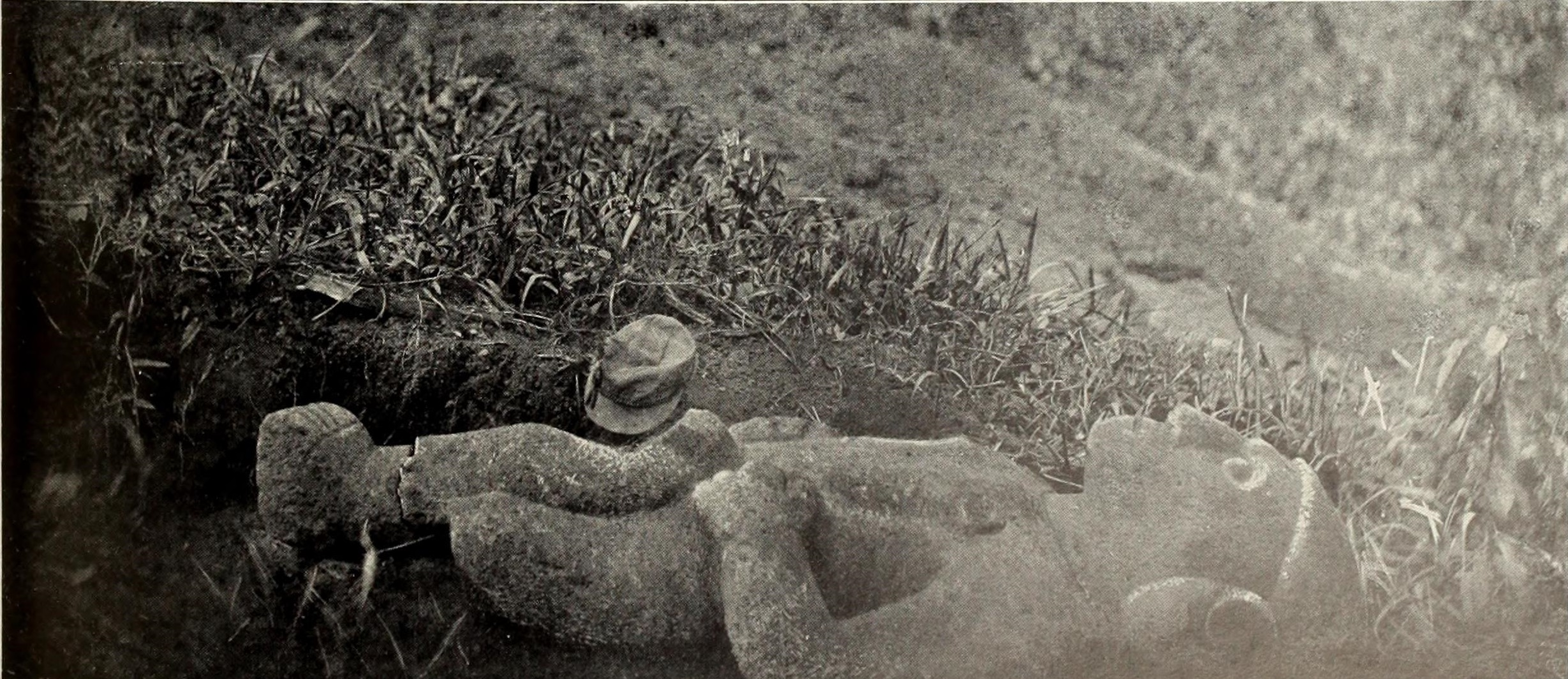
En av statyerna vid Las Mercedes.
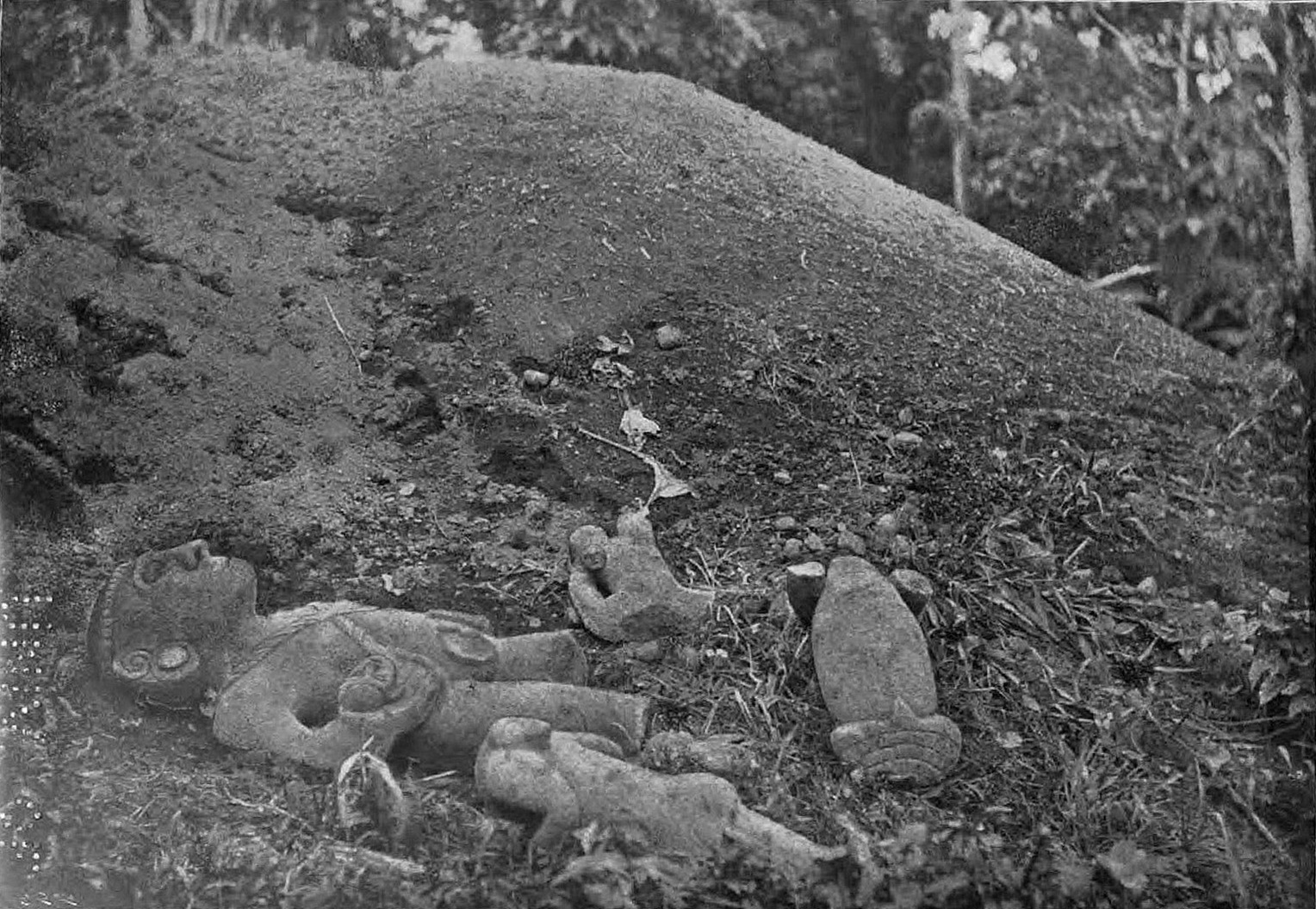
En av statyerna vid Las Mercedes.
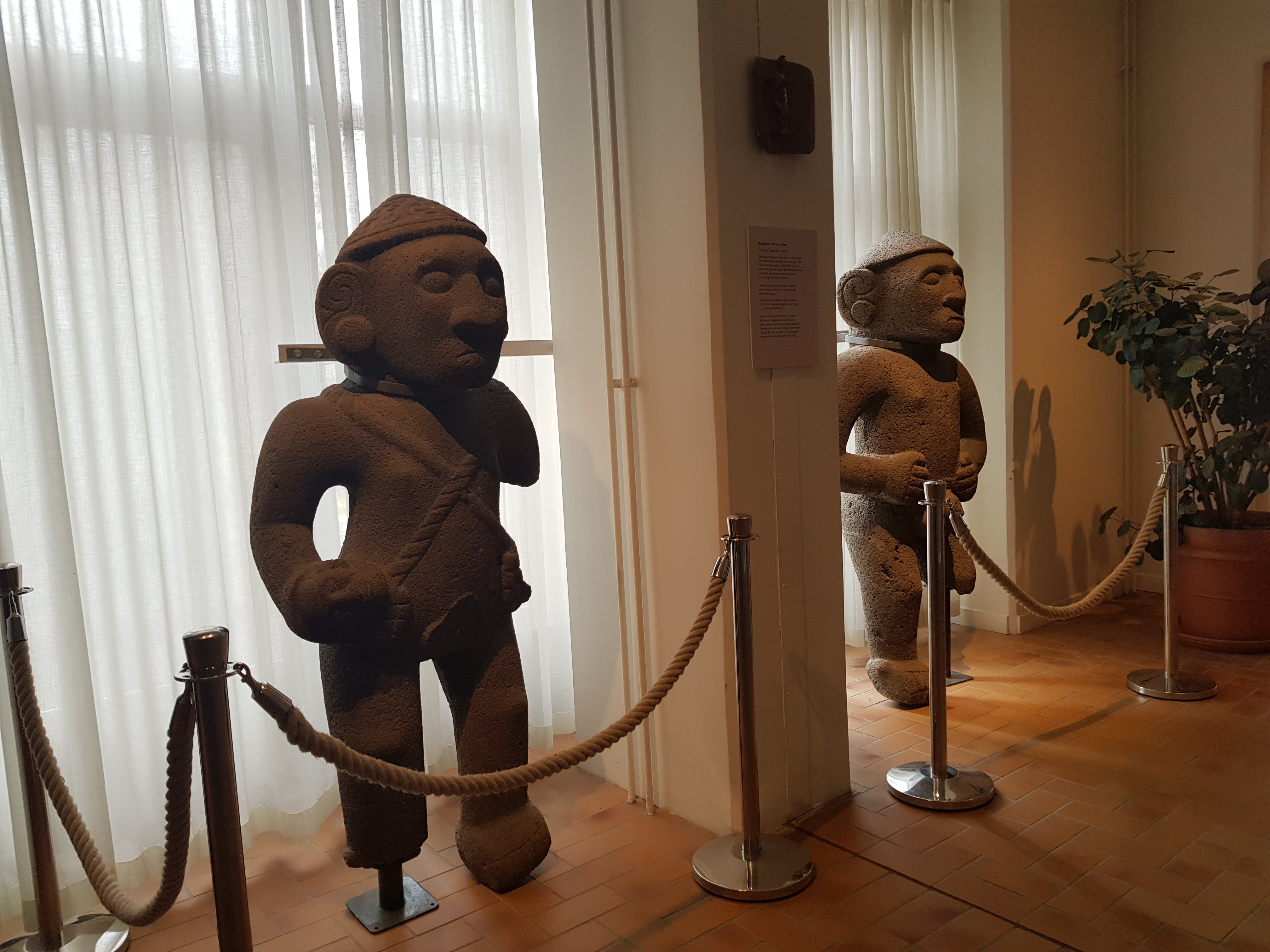
De två figurerna från Las Mercedes i entrén till Etnografiska museet, Stockholm.

### Alanson Skinners utgrävningar 1916-17
Under vintern 1916-1917 utförde Alanson Skinner arkeologiska utgrävningar på platserna Las Mercedes, Anita Grande och Costa Rica Farm. Hans utgrävningsnoteringar indikerar att han undersökte delar av fyra gravplatser och en hög eller plattform och redovisar listor med fynd från varje utgrävning. Skinners undersökning var den första som noterade förekomsten av vägbankar. Han nämner också att andra som Alpizar (som arbetade för Mr. Keith) och J. H. Wilson hade grävt på platsen.

### Undersökningar 2005
Efter Skinners utgrävningar genomfördes bara några mindre arkeologiska undersökningar i Las Mercedes fram till 2005. Under maj och juni 2005 genomförde Ricardo Vásquez, en arkeolog från Museo Nacional de Costa Rica och Dr Claude Chapdelaine från Université de Montréal, Kanada tillsammans med en grupp elever en arkeologisk fältskola på platsen. Deras arbete fokuserade på ett område på 12 hektar (49 000 m2) i den centrala delen av Las Mercedes. Deras arbete resulterade bland annat i planritningar för platsen och även riktningar av flera av anläggningarna. De daterade den tidigaste fasen till ca  1000 f. Kr.

### Undersökningar 2009
Under inledningen av 2009 genomförde Ricardo Vásquez och Robert M. Rosenswig tillsammans med en grupp arkeologer från Museo Nacional de Costa Rica och State University of New York i Albany (UAlbany) ytterligare undersökningar.